# NGC 3960
NGC 3960 (również OCL 861 lub ESO 170-SC14) – gromada otwarta znajdująca się w gwiazdozbiorze Centaura. Odkrył ją James Dunlop 30 kwietnia 1826 roku. Jest położona w odległości ok. 6,0 tys. lat świetlnych od Słońca.